# 伯通库尔
伯通库尔（法語：Bethoncourt，法語發音：[bətɔ̃kuʁ]）是法国杜省的一个市镇，属于蒙贝利亚尔区。

## 地名
该地名“Bethoncourt”发音为[bətɔ̃kuʁ]而非[bɛtɔ̃kuʁ]，《世界地名翻译大辞典》与《世界地名译名词典》将其误译作“贝通库尔”。

## 地理
伯通库尔（47°32'4"N, 6°48'14"E）面积6.54 平方千米，位于法国勃艮第-弗朗什-孔泰大區杜省，该省份为法国东部内陆省份，北起上索恩省，西接汝拉省，东部及东南部与瑞士接壤，东北部与贝尔福地区省接壤。
与伯通库尔接壤的市镇（或旧市镇、城区）包括：布勒维利耶、蒙贝利亚尔、埃里库尔、沙特努瓦莱福日。
伯通库尔的时区为UTC+01:00、UTC+02:00（夏令时）。

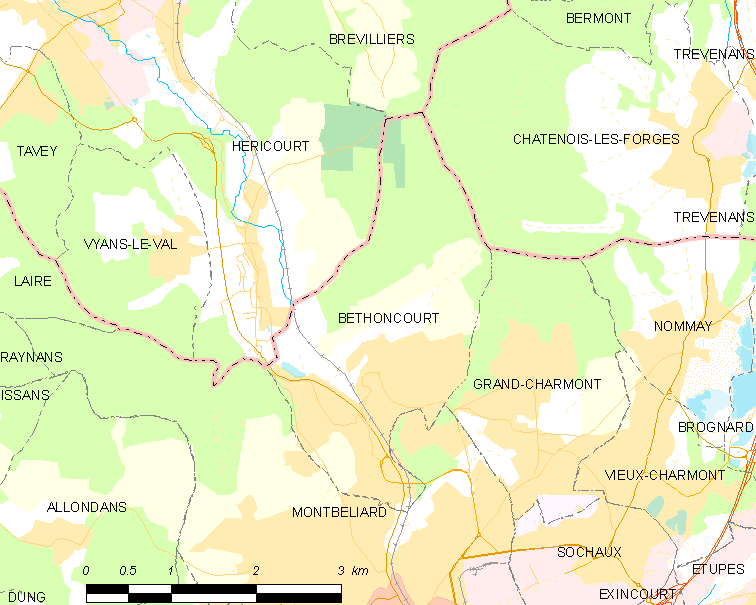
伯通库尔的OSM定位图

## 行政
伯通库尔的邮政编码为25200，INSEE市镇编码为25057。

## 政治
伯通库尔所属的省级选区为伯通库尔县，同时也是该县的中央投票站所在地。

## 人口

1962-2008年间伯通库尔人口变化图示

伯通库尔于2022年1月1日时的人口数量为5288人。